# Thịt rừng

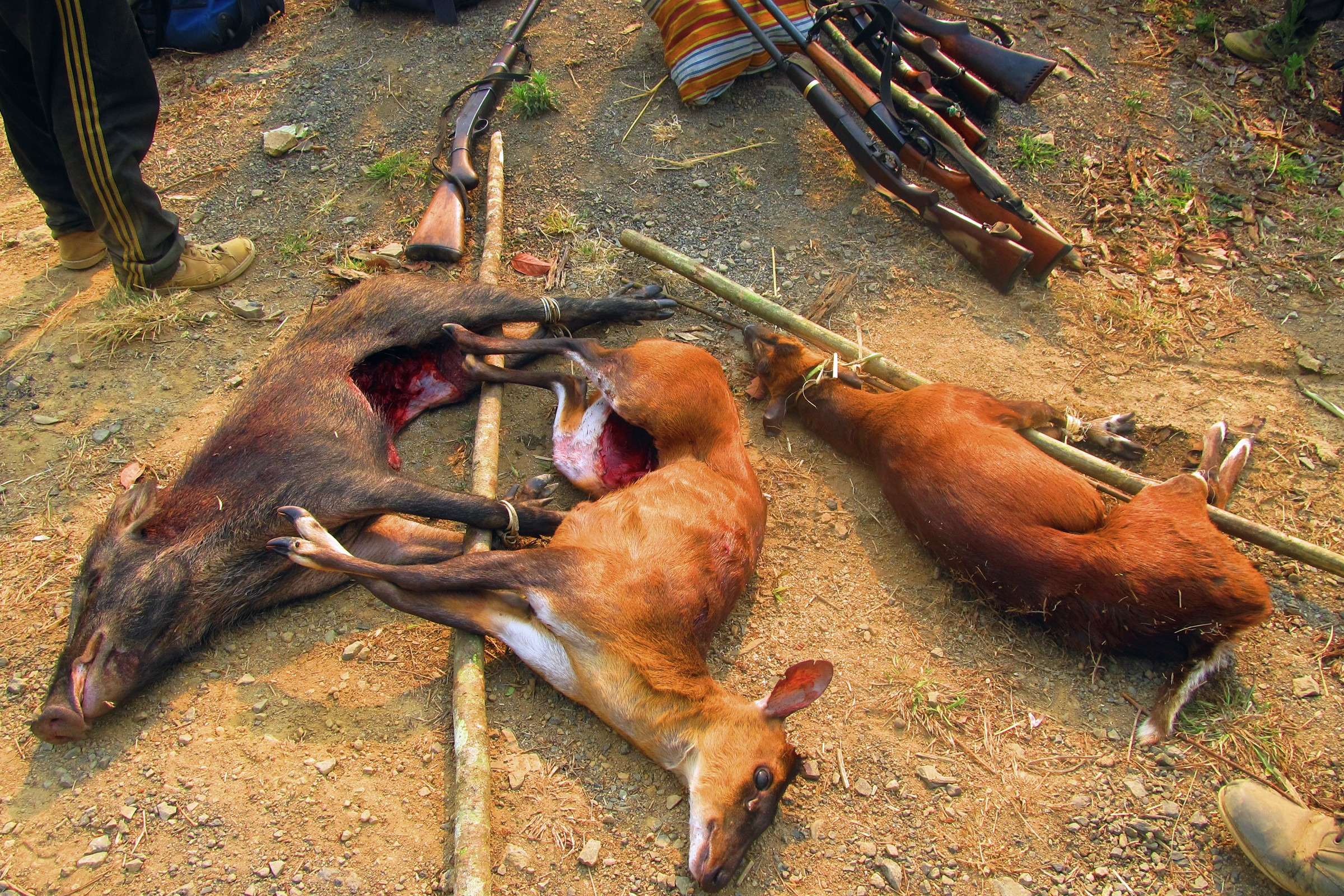
Các loại thịt rừng gồm thịt nai và lợn rừng

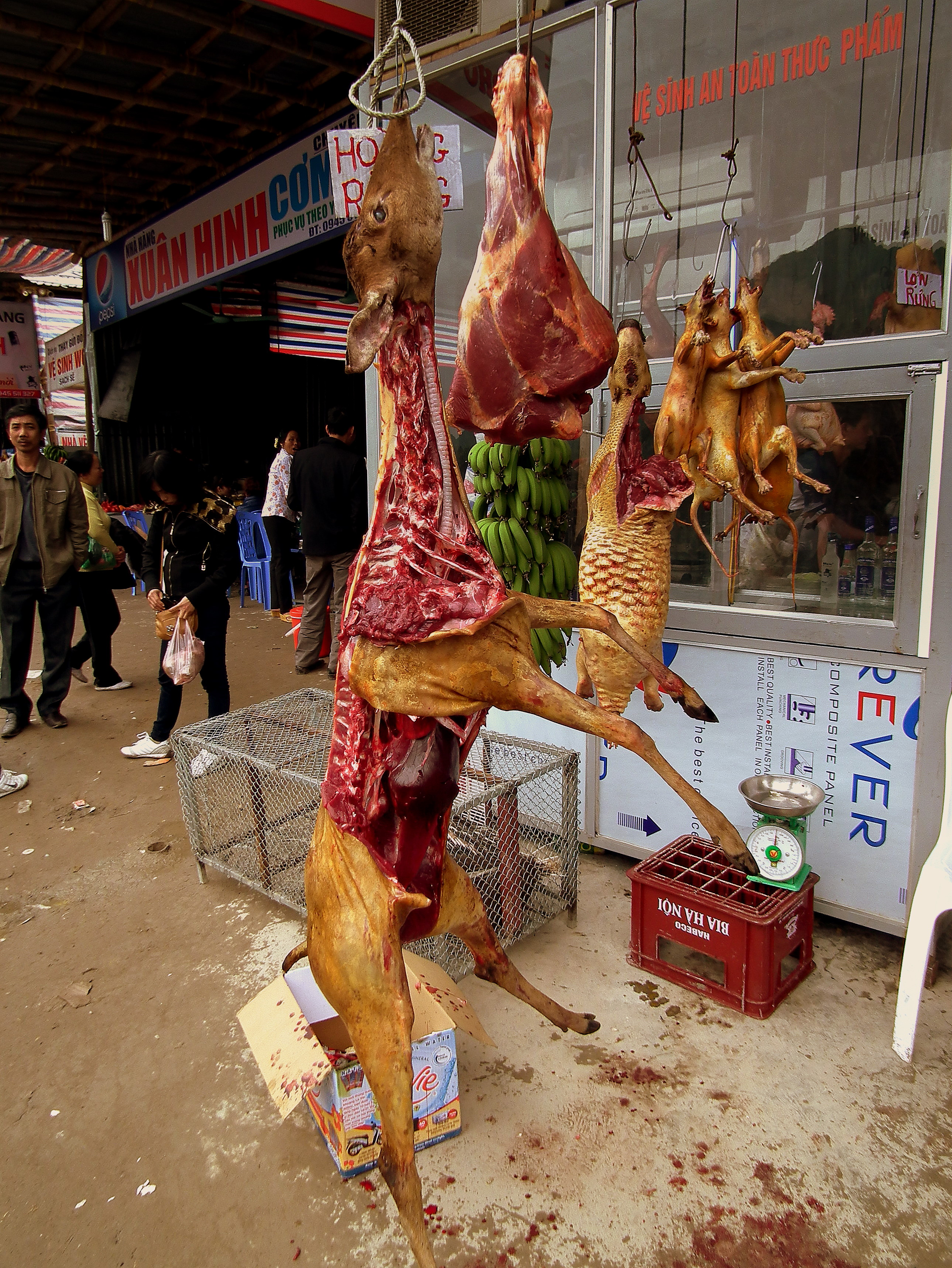
Một con nai

Thịt rừng hay thịt thú rừng là các loại thịt có nguồn gốc từ các động vật hoang dã, nhất là các động vật hoang dã sống ở khu vực rừng được con người săn bắn, bắt giữ, xẻ thịt để tiêu thụ. Thực tế ở một số nước do nhu cầu tiêu thụ thịt rừng cao dẫn đến có hiện tượng làm giả thịt rừng từ các loại thịt thú nuôi không rõ nguồn gốc (thường là thịt heo) và thịt bẩn để bày bán. Thông thường các loại thịt này được giả là thịt nai, thịt heo rừng. Việc bày bán thịt rừng giả này ngày càng phổ biến và tràn lan xuống tận các chợ.

## Tổng quan
Thịt rừng là một trong những nguồn thức ăn chính đối với một số dân tộc sống theo lối săn bắt và hái lượm, đồng thời còn là những món ăn đặc sản, khoái khẩu của nhiều người trong xã hội, nhất là ở các quán nhậu. Thịt rừng thông thường được ăn nhiều ở các vùng Châu Á và Châu Phi. Việc tiêu thụ thịt rừng với khối lượng lớn dẫn đến những nguy cơ tuyệt chủng cho các loài động vật hoang dã và gia tăng nạn săn bắn, buôn bán, kinh doanh động vật hoang dã trái phép.
Ở Việt Nam, theo quan niệm của người dân miền Trung thì đầu năm ăn một miếng thịt rừng sẽ gặp may mắn trong suốt cả năm. Thịt rừng vùng Đông Nam Bộ chủ yếu được săn tại Vườn Quốc gia Cát Tiên. Một số nơi, thịt rừng được bày bán ngang nhiên trên đường phố. Để thoát khỏi sự kiểm soát gắt gao, khi bẫy được thợ săn thường sả thịt tại rừng rồi chia nhỏ mang về để qua mặt các chốt kiểm lâm. Năm 2020, thủ tướng Nguyễn Xuân Phúc ký ban hành chỉ thị về quản lý động vật hoang dã, trong đó yêu cầu dừng nhập khẩu động vật hoang dã cho đến khi có chỉ đạo mới và kiên quyết loại bỏ các khu vực chợ, tụ điểm mua bán động vật hoang dã trái pháp luật.

## Chủng loại
Nói chung, thịt thú rừng thịt thường có màu đỏ sậm so với thịt các gia súc. Thịt rừng có nhiều chủng loại phong phú và đa dạng xuất phát từ sự đa dạng của các loại thú rừng, thông thường người ta chia thành các loại thú rừng cỡ lớn và cỡ nhỏ, có thể kể đến như: bò rừng, trâu rừng, nai, lợn rừng, khỉ, dê rừng, bò tót, chồn, voọc, cheo cheo, rắn, kỳ tôm, kỳ đà, cầy voi, dúi, rắn hổ ngựa, gà nước, chim quốc, rắn hổ hành, rắn ráo, cầy hương, kỳ đà vân, nhím bờm, dúi mốc, cầy vòi hương, sóc đen, cầy giông, cầy hương, khỉ mặt đỏ, khỉ vàng, chồn vàng, rắn nước, tê tê, gà rừng, rắn hổ, trút.... trong đó thông dụng là thịt heo rừng, thịt nai, hoẵng, thịt cầy.

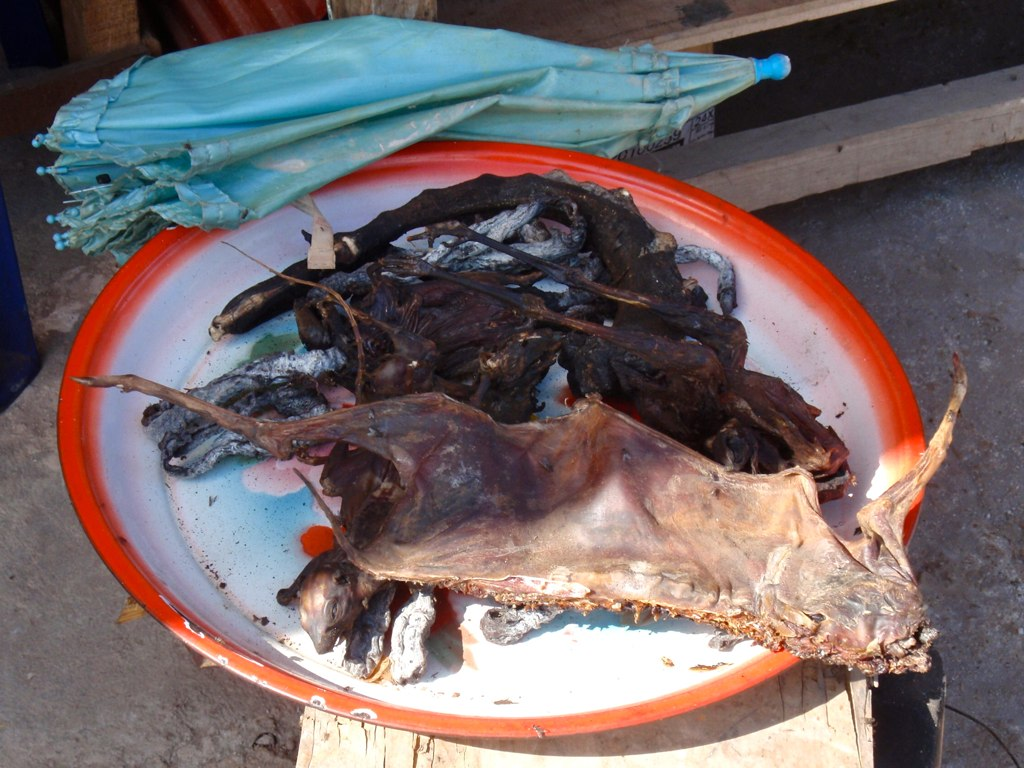
Thịt dơi nướng ở Lào

Thịt dơi được sử dụng bởi những người dân ở vành đai Thái Bình Dương (ở đảo Guam) và châu Á (như Indonesia, Thái Lan, Lào và Việt Nam), cũng được ghi nhận ở châu Phi (như Guinea và Sierra Leone, phổ biến ở Burkina Faso và đến cả Seychelles), ở châu Âu được ghi nhận ở Vicenza, Italy, theo lề luật Do Thái giáo thì dơi là động vật không được phép ăn, nó không phải là một động vật Kosher, các loài dơi thường làm thức ăn là những con dơi to như Pteropus mariannus, Rhinolophus, dơi quạ (họ Pteropodidae). Thịt dơi được chế biến thành nhiều món chiên, xào, nướng, hầm, hấp, cùng với nhiều gia vị để khử mùi. Dơi là một đặc sản được người dân nhiều nước Châu Á trong đó có Việt Nam ưa thích.
Từ xưa, dơi được làm thức ăn và thuốc để phòng và chữa bênh. Thịt dơi có tiếng ngon ngọt. Theo Đông y, con dơi còn có tên phu dực, biên bức, phi thử (chuột bay). Thịt dơi có vị ngọt, khí bình, không độc. Sách Nam dược thần hiệu của Tuệ Tĩnh đã ghi con dơi (biên bức, phu dực, phi thử (chuột bay) thịt vị ngọt, khí bình, không độc, lợi tiểu, tiêu phù, sáng mắt, trị băng huyết, bạch đới, nhọt lở, hen suyễn, sốt rét. Để có dơi làm thức ăn thuốc thì phải bắt dơi vào ban ngày. Mặc dù nhìn rất đáng sợ nhưng món ăn này là một trong những món hấp dẫn.
Khi làm thịt bắt từng con nhúng vào nước thật sôi cho chết, kỳ sạch lông, mổ bụng bỏ hết nội tạng, chỉ lấy phần thịt rửa sạch máu rồi đem chế biến làm các món ăn.Óc dơi chữa bệnh ung nhọt trong cơ thể. Thịt dơi giúp chữa bệnh cho trẻ em bị ốm yếu, nhiều đàm (hen suyễn), cổ nổi nhiều hạch. Dùng thịt dơi băm với thịt heo nạc thêm tương, muối chưng cho trẻ ăn hoặc nấu thành canh để ăn với cơm. Thịt dơi chế biến nhiều món ăn hấp dẫn khác như cháo dơi, dơi hầm trong ống lồ ô, dơi rán, dơi nướng "mọi", thịt dơi có thể nấu hoặc xào với hoa hẹ, mướp đắng, hành.
Ở vùng Trường Sơn có hàng chục loại dơi to (ađhôôr) hay dơi nhỏ (briêng) khác nhau theo cách gọi của người dân tộc. Tuỳ theo tập quán vùng cao hoặc thấp mà đồng bào chế biến dơi thành những món ăn hấp dẫn khác nhau. Đây là món được coi là quý hiếm, vì thịt dơi trẻ con ăn chóng lớn, thông minh, nhanh nhẹn, người già ăn thịt dơi khoẻ mạnh, kéo dài tuổi thọ, còn tuổi trẻ được ăn thịt dơi thì đời sống tình dục vợ chồng tăng thêm khi nấu cháo dơi với đậu xanh hoặc hạt sen (ăn mỗi tuần ba lần). Thịt dơi rất lạ, vừa mềm vừa giòn, vừa ngọt ngọt, bùi bùi, ngai ngái rất đặc trưng. Ngoài thịt, huyết dơi cũng được xem là món quý hiếm.
Ở Đồng Nai, thịt dơi là đặc sản được yêu thích, đặc biệt với dân nhậu và tình trạng săn bắt dơi để phục vụ sở thích của nhiều thực khách diễn ra ngày một nhiều khiến đàn dơi trú ngụ trong các hang dung nham ở huyện Định Quán, Đồng Nai phải chuyển đến địa phương khác. Ở Đồng Nai vào mùa trái chín cũng là mùa để người dân đi săn dơi. Càng về đêm, dơi tìm đến càng nhiều, người dân thu được nhiều chiến lợi phẩm là dơi sen, còn các loại dơi khác bắt được thì bỏ vì thịt không ngon. Đặc biệt vào mùa nhãn, thịt dơi càng trở nên mập và ngọt hơn. Bắt dơi không phải việc đơn giản vì nếu không cẩn thận sẽ bị chúng cắn chảy máu tay.
Người ta bắt dơi và chế biến theo nhiều cách khác nhau, có thể phù hợp với khẩu vị và nhu cầu của mọi người. Dơi bắt về được cắt tiết, làm thịt sạch sẽ, nếu không biết cách làm, thịt dơi sẽ mất hương thơm và vị ngọt đặc trưng. Khi làm thịt dơi không được rửa nước, chỉ cần nắm cánh dơi, lột da rồi ngắt phía sau rút hết ruột. Thịt dơi có thể dùng để nướng chao, nướng than tàu, nấu cháo nhưng đơn giản nhất vẫn là dơi xào lăn. Sau khi sơ chế, dơi được chặt thành từng khúc nhỏ, xào với sả, ớt. Thịt dơi cũng có thể băm nhỏ hoặc xắt miếng để nấu cháo. Theo kinh nghiệm thưởng thức thịt dơi thơm ngọt tự nhiên vào khoảng thời gian giữa đêm khuya tĩnh lặng, dơi càng hôi thì thịt càng đậm đà, ngọt và thơm.
Tại vùng đồng bằng sông Cửu Long như ở Sóc Trăng có loại dơi quạ (họ Pteropodidae) có con nặng 1 kg (người dân địa phương thường gọi là "chuột bay"). Trong các loại dơi miệt vườn Nam Bộ, dơi quạ là to nhất, thịt nhiều nhưng khó bắt vì chúng bay rất cao. Người dân chỉ sử dụng hai loại dơi chính dơi sen và dơi quạ để chế biến món ăn. Dơi quạ là dơi đen và to con hơn, dơi sen màu lông chuột. Hai loại dơi này đều xấu và hôi nhưng dơi bắt được ngửi càng hôi thì thịt lại càng thơm và trở thành món nhậu. Để bắt được dơi, vào chập tối, người ta dùng lá mì chụm lại thổi, bắt chước tiếng dơi kêu để dẫn dụ chúng đến. Sau khi nghe tiếng dơi mồi kêu, dơi thường tìm đến và sà xuống thấp, càng về đêm, dơi xuống càng nhiều nên việc bắt dơi dễ dàng.
Dơi nhờ ăn toàn trái cây nên thịt rất ngon, ăn rất mát và bổ, có thể chế biến thành nhiều món như dơi khìa nước dừa, trộn gỏi bắp cải, cuốn bánh tráng chấm nước mắm chua ngọt, nướng chao, nướng than tàu, dơi xào lăn, thịt dơi bằm xúc bánh tráng và cháo dơi. Mùa trái cây chín rộ cũng là thời điểm người ta bắt được nhiều dơi nhất và con nào cũng mập mạp to bằng hai bàn tay người lớn chụm lại, thịt đậm đà, thơm ngon. Sau khi lột da, làm sạch, chặt đầu, bỏ cánh, lấy hai cục xạ trắng cứng dưới nách để đỡ hôi, người ta ướp dơi với nước tương, chao đỏ, rượu, dầu mè, dầu hào, bột ngọt, hạt tiêu rồi băm cả thịt và xương dơi, bắc chảo nóng phi hành tỏi rồi chao đều lên. Để làm món dơi ngon, thao tác làm thịt dơi phải đúng cách, nếu không thịt dơi sẽ mất đi hương thơm và vị ngọt. Đặc biệt, khi làm thịt dơi không được rửa nước.